# Tombe falisque Profiri

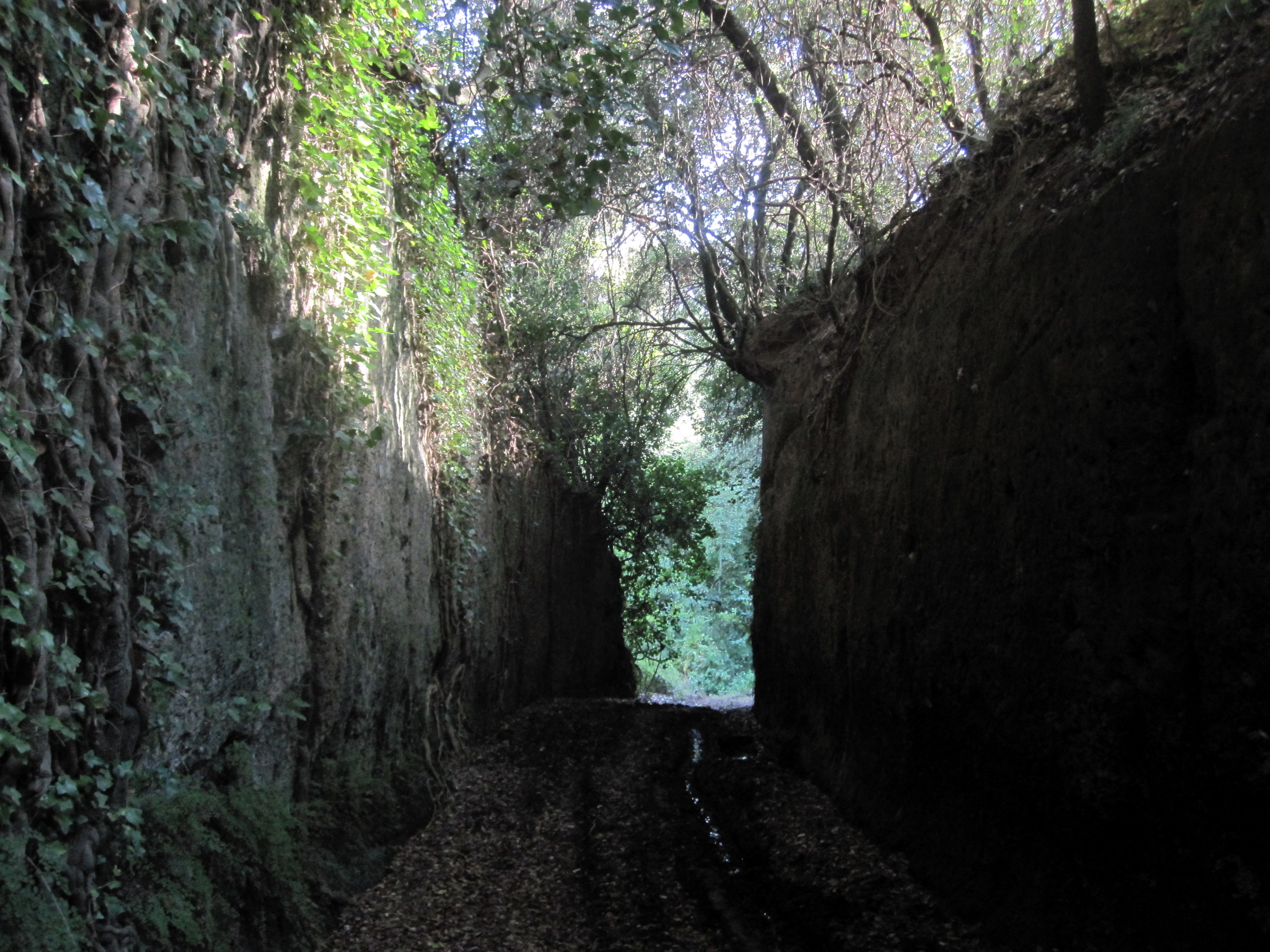
Photo 2 : La tagliata d'époque falisque qui donne accès à la tombe et au rio Fratta, en contrebas.

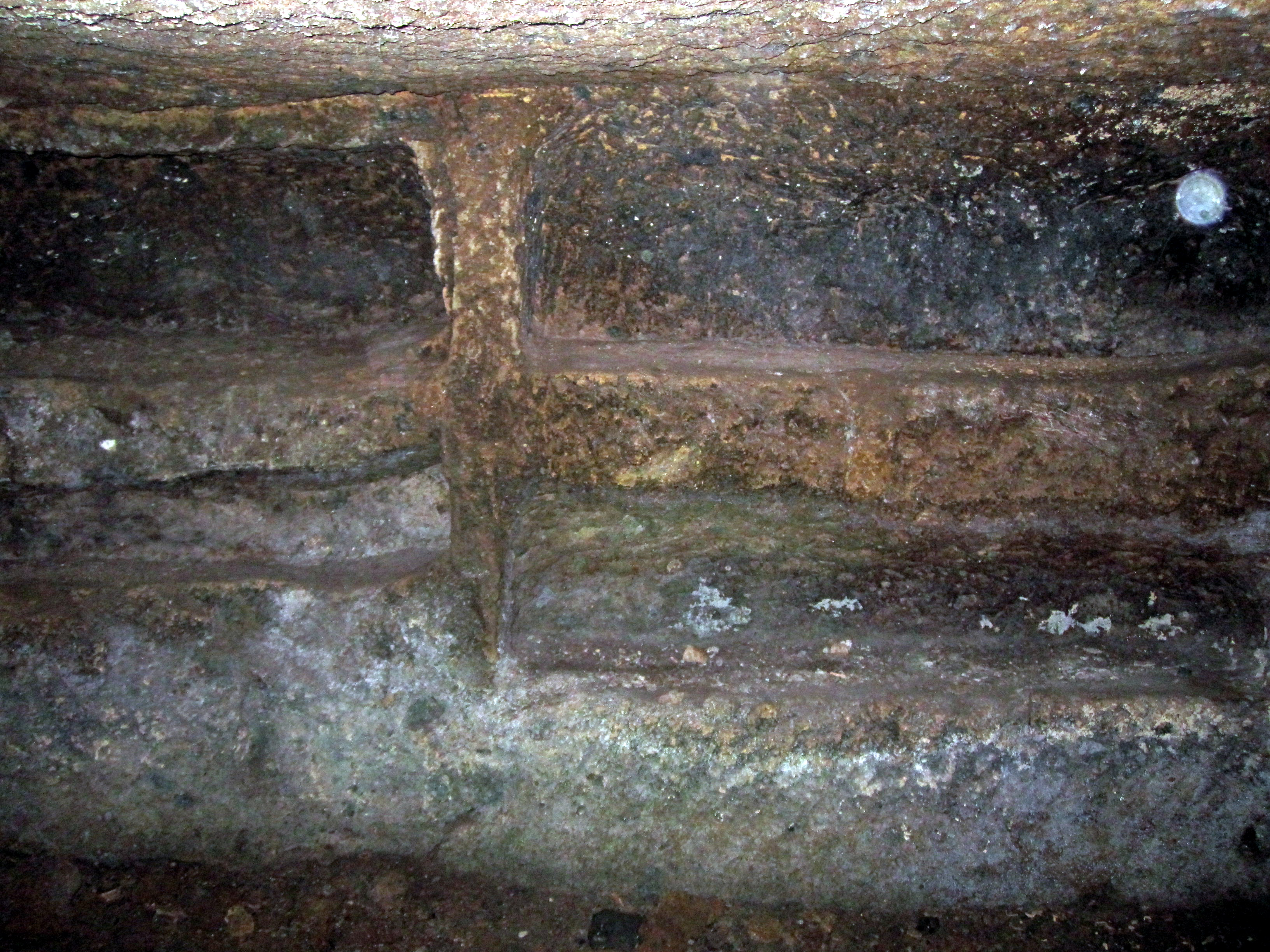
Photo 3 : Vue de la paroi intérieure du fond : quatre cavités inhumations creusées dans la paroi faisant face à la porte d'entrée.

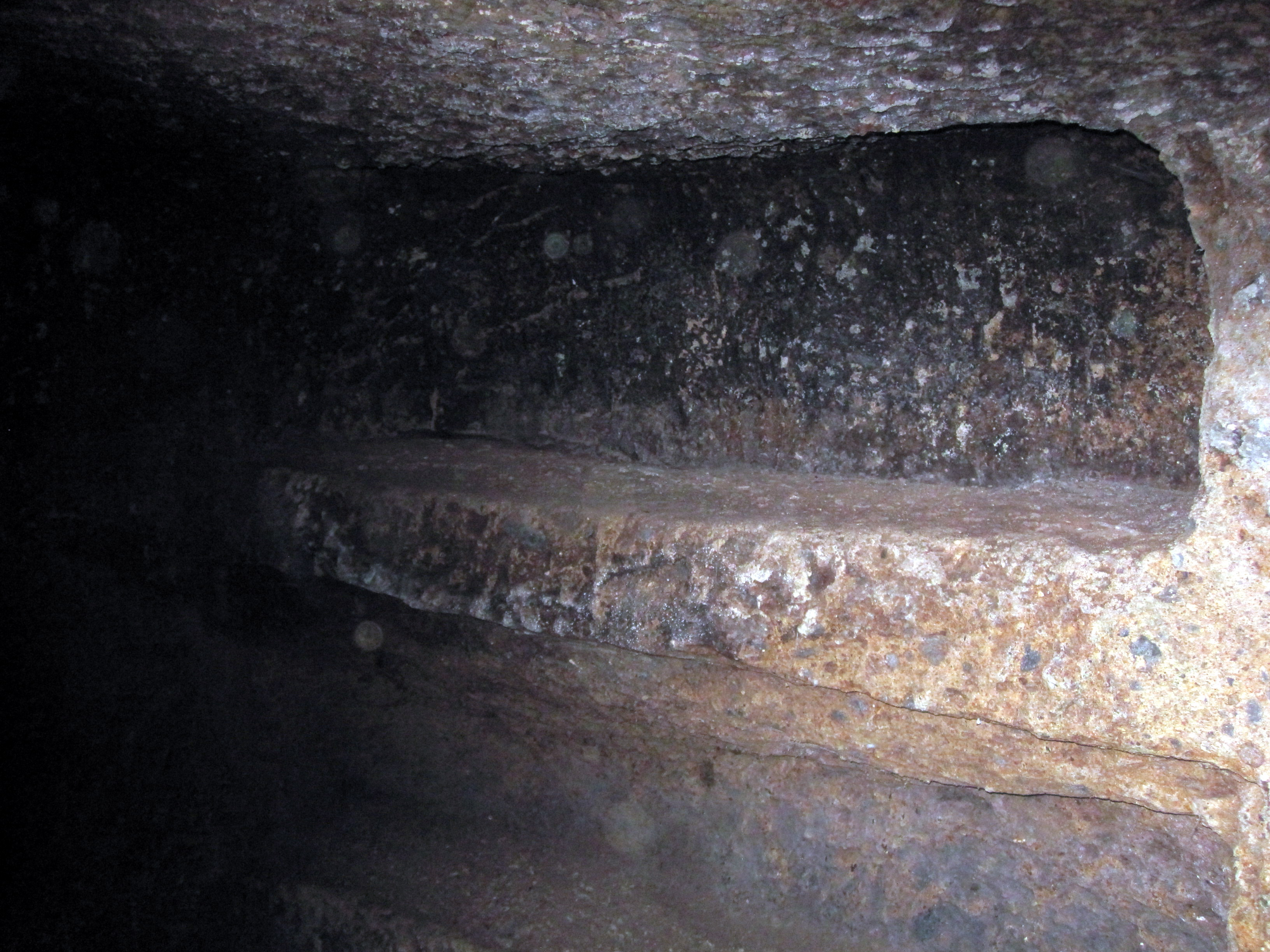
Photo 4 : Détail de l'une des cavités d'inhumation, mur de droite.

La tombe falisque Profiri est une tombe familiale falisque datant d'une époque comprise entre les VIIIe et IIIe siècles av. J.-C. Elle se trouve sur le flanc nord de la vallée creusée dans le tuf par le rio Fratta, affluent du Tibre (Tevere), territoire que les historiens et les archéologues nomment Agro falisco (en latin, Ager faliscus). Les Falisques sont un peuple de l'Italie antique, dont la capitale était Faléries (Falerii), aujourd'hui Civita Castellana.

## Les tombes falisques
Les Falisques, comme tous les peuples de l’Antiquité, vénéraient et célébraient leurs morts et ont développé des pratiques, du mobilier et des espaces spécifiques pour conserver leurs traces, ce qui est la preuve de leurs croyances dans une vie après la mort. Pour toutes ces raisons, leurs tombes conservent naturellement le corps du défunt mais aussi divers objets personnels, des inscriptions et des objets de célébration funéraire qui, tous, aident à mieux connaitre cette civilisation.
Les tombes falisques se répartissent en trois catégories :
- les tombes à puits (a pozzo), avec crémation du défunt ;
- les tombes à fosse (a fossa), avec inhumation du défunt ;
- les tombes à chambre funéraire (a camera), avec inhumation du défunt.

Les tombes à puits sont les plus anciennes, suivies par les tombes à fosse puis par les tombes à chambre funéraire, dont certaines ont un caractère monumental.
Les tombes à puits (utilisées du début du Xe siècle av. J.-C. jusqu’au milieu du VIIIe siècle av. J.-C. sont constituées d’une cavité verticale circulaire, d’environ un mètre de diamètre et d’un mètre de profondeur, au fond de laquelle était déposé l’urne contenant les cendres du défunt. Après le dépôt de l’urne, le puits était rempli par la terre qui avait été retirée pour le creuser. Un petit tumulus de terre portait la stèle funéraire mentionnant le nom du défunt. Les tombes à puits les plus récentes contiennent également des vases avec les objets personnels du défunt.
Dans la toute dernière période de ce mode d’inhumation, on trouve parfois un orifice creusé dans la paroi verticale du puits où étaient déposés les objets ayant servi à la célébration du culte. Cet orifice pariétal constitue la toute première manifestation de ce qui sera plus tard l’espace votif creusé dans les parois des tombes plus complexes.
Les tombes à fosse (utilisées à partir de la deuxième moitié du VIIIe siècle av. J.-C. jusqu’à la fin de la première moitié du VIe siècle av. J.-C.) apparaissent avec l’arrivée des Étrusques et de leur rites funéraires dans lequel le défunt était inhumé et non incinéré. À présent, les corps sont déposés dans des sarcophages en bois ou de tuf, et les tombes les plus anciennes sont constituées d’une cavité rectangulaire d’environ 3 mètres de profondeur et d’environ 2 mètres de côté. Les tombes à fosse évolueront tout au long de cette période en se complexifiant, certaines possédant même un couloir d’accès.
Une ultime évolution annonce les futures tombes « à chambre funéraire ». En effet, au lieu de déposer le corps dans un sarcophage posé au sol, un espace est creusé dans l’une des parois latérales et le corps y est déposé dans un sarcophage de bois. L’ouverture dans la paroi est ensuite fermée par des pierres et de l’argile puis la fosse est comblée avec de la terre.
Les tombes à chambre funéraire (utilisées du début de la première moitié du VIe siècle apr. J.-C. jusqu’à 241 apr. J.-C.). Les tombes à chambre funéraire sont les plus complexes du point de vue architectural. En effet, elles se composent souvent de deux parties : la partie supérieure, ouverte et la partie inférieure, fermée. Les tombes sont, en général, creusées dans des parois de tuf, matériau d’origine volcanique facile à travailler en raison de sa friabilité. La partie supérieure de la tombe est un espace ouvert qui permet d’accueillir les visiteurs lors des inhumations, des célébrations et des commémorations. La partie inférieure, à laquelle on accède par un étroit chemin entre deux parois, est fermée par une porte de pierre. À l’intérieur on trouve une cavité de forme parallélépipédique et dans laquelle on peut se tenir debout. Ses parois verticales sont creusées par des caveaux de forme longue qui permettent d’accueillir le défunt, soit dans un cercueil, soit dans une ou plusieurs urnes. On y déposait également des offrandes censées accompagner la dépouille dans son dernier voyage. Ces caveaux sont fermés par des tuiles cimentées afin d’assurer leur étanchéité. Ces tombes sont familiales et permettent d’accueillir plusieurs défunts, les caveaux étant creusés au fur et à mesure de l’arrivée de nouveaux défunts.

## Description de la Tombe falisque Profiri
La sépulture falisque Profiri est située sur la commune de Gallese, dans la province de Viterbe, dans une propriété privée appartenant à la famille Profiri, dans une zone de nécropoles dont certaines tombes sont répertoriées, notamment au Musée de l'Agro Falisco de Civita Castellana. Cette tombe, certainement l'une des plus belles de la région, n'a toutefois jamais été inventoriée. On y accède par une tranchée (tagliata) d'époque falisque, elle-même également non répertoriée, qui conduit également à la rivière, le rio Fratta. La tombe est du type a chambre funéraire, et se compose de deux parties principales : 
- une cavité supérieure, ouverte et accessible, certainement utilisée comme lieu de culte ou de célébration du souvenir des personnes inhumées ;
- une cavité inférieure (la chambre funéraire), fermée par une porte aujourd'hui disparue, et comportant sept espaces d'inhumation creusés dans les parois.

La partie supérieure de la tombe est constituée d'une cavité creusée dans la roche, le vano, dont une partie du plafond s'est écroulé. Ce plafond est décoré par une fausse poutre sculptée en relief dans la pierre. Sur le côté gauche de la salle, se trouvent une petite banquette à angle droit, également laissée en réserve dans la roche. La paroi du fond comporte également une partie oblique laissée en relief.
Cet espace supérieur devait certainement être utilisé comme lieu de célébration, la banquette en relief permettant certainement le dépôt d'offrandes. Une partie du toit de cet espace s'est écroulé.
La partie inférieure, ou chambre funéraire, est accessible par un dromos, couloir taillé dans la roche, au sol légèrement incliné vers l'intérieur de la tombe. Pour compenser cette inclinaison et permettre l'évacuation des eaux de pluie, un canal d'évacuation, incliné dans l'autre sens, a été creusé dans le sol, sur le côté gauche du couloir. Le dromos est à angle droit, il suit, tout d'abord, le flanc de la falaise avec en contrebas le rio Fratta, puis, au moment où le couloir tourne à angle droit, un petit muret de pierre a été laissé afin d'empêcher les chutes. Après le virage, le couloir s'enfonce dans la roche sur environ 6 mètres et conduit à la porte d'entrée (visible sur la photo). Cet espace d'inhumation est de forme cubique, d'environ 5 × 5 m et de 2 m de hauteur. Le sol est plat et comporte un seuil d'entrée en relief ainsi qu'une cavité de forme oblongue, d'environ 15 cm de large sur 50 cm de long et d'une profondeur de 10 cm. Son usage est indéterminé. Le plafond est horizontal, légèrement convexe et plus bas en son centre. Sur les quatre parois latérales on trouve les cavités d'inhumation, de forme et de taille différentes et au nombre total de sept. La paroi qui fait face à la porte comporte quatre cavités, dont l'une, située en bas à gauche, est inachevée ; la paroi de gauche comporte deux cavités superposées ; la paroi de droite n'en comporte aucune ; et la demi paroi située immédiatement à droite de la porte d'entrée, sur le même mur, une cavité. Certaines d'entre elles comportent un renfoncement qui permettait, très certainement, le scellement des tuiles de fermeture des sépultures. L'orifice qui permet d'entrer dans l'espace inférieur comporte des bossages qui permettaient certainement d'y faire reposer la porte de pierre obturant l'entrée de l'espace.